# Conseil de la nation (Algérie)
Pour les autres articles nationaux ou selon les autres juridictions, voir Majlis.
Édifice du Conseil de la Nation
Le Conseil de la nation (en arabe : مجـلس الأمّـــة (Majlis al-Oumma) ; en berbère : ⵄⵙⵇⴰⵎⵓ ⵏ Lⵓⵎⵎⴰ (Asqamu n Lumma)) est la chambre haute du parlement algérien. Selon le système du bicaméral en place il détient le pouvoir législatif avec l'Assemblée populaire nationale. C'est un organe de modération, créé par la Constitution du 8 décembre 1996.
Il repose sur un mode de désignation mixte — suffrage indirect et nomination présidentielle — et dispose d'un pouvoir de blocage absolu de la procédure législative.

## Système électoral
Le Conseil de la nation est composé de 174 sièges renouvelés par moitié tous les trois ans pour des mandats de six ans. Sur ce total, deux tiers sont pourvus au scrutin indirect uninominal majoritaire à un tour par un collège électoral composé des membres des assemblées populaires de wilaya et des assemblées populaires communales dans 58 circonscriptions électorales basées sur les limites des wilayas, soit 116 sièges à raison de deux par wilaya. Les candidats doivent être âgés d'au moins trente-cinq ans, et être eux-mêmes issus de ces assemblées, qui totalisent environ 15 000 élus. 
Le tiers restant (58 sièges) est nommé par le président de la République en raison de leurs compétences scientifiques, culturelles, professionnelles, économiques et sociales,.
Lors des élections organisées tous les trois ans, ce sont donc la moitié des 116 membres élus et celle des 58 membres nommés qui sont renouvelés, soit respectivement 58 et 29 sièges, pour un total de 87 membres renouvelés. La constitution limite par ailleurs le nombre de membres du Conseil à la moitié des membres de l'Assemblée populaire nationale. Le nombre de deux sièges par wilayas ainsi que le tiers de membres nommés étant tous deux spécifiés par la Constitution, la modification du nombre de wilaya entraîne automatiquement celle du nombre de membres du Conseil de la nation,.
Jusqu'en 2021, le total de membres du conseil était de 144, pour 96 élus et 48 nommés. Le passage de 48 à 58 wilayas, officialisé fin 2020, porte en 2022 le nombre de membres élus de 96 à 116, et celui des membres nommés de 48 à 58,.
Un membre du Conseil peut voir révoquer son mandat par ses pairs à la majorité des membres du Conseil, s'il commet un « acte indigne de sa mission ».

## Présidence
- Président : 
  - Azouz Nasri (indépendant), depuis le 19 mai 2025[10].
  - Salah Goudjil (FLN, tiers présidentiel), du 14 février 2021 au 19 mai 2025[11]; il est élu le 14 février 2021 puis réélu le 24 février 2022[12].

- Vice-présidents au 28 mai 2025[13]: 
  - Rabah Beghali,
  - Miloud Hanafi,
  - Omar Khemayas,
  - Mourad Lekhal,
  - Abdelkrim Boughanem.

Le président est élu pour un mandat de trois ans, tandis que les vice-présidents — au nombre de cinq depuis 2021 et au nombre de quatre de 2019 à 2021 — sont élus chaque année.